# Chaos Chaos
Chaos Chaos —anteriormente llamado Smoosh—, es un dúo musical de idioma inglés que toca diversos géneros específicamente indie pop, originaria de Seattle en Estados Unidos. La banda está integrada por las hermanas Chloe y Asya Saavedra que formalmente crearon el dúo en el 2000. Hasta la actualidad Chaos Chaos ha lanzado tres álbumes, dos reproducciones extendidas y varios singles; entre sus composiciones más reconocidas está Do You Feel It? del álbum «Committed to the Crime» lo cual llevó a la banda a tener un alto reconocimiento fuera del mundo anglosajón.

## Historia

### Primeros pasos
La banda como Smoosh comenzó en el año 2000 cuando la familia Saavedra estaban en una tienda de música de Seattle, cuando entraron a la tienda y se dirigieron a la sección de tambores se encontraron y posteriormente conocieron a  en fila para restringir un violín. Asy y Chloe entraron a la sección de tambores de la tienda, donde Chloe conoció a Jason McGerr, el baterista de Death Cab for Cutie, tras una charla McGerr les dejó una tarjeta con su número telefónico por si estaban interesados en crear un dúo de hermanas.

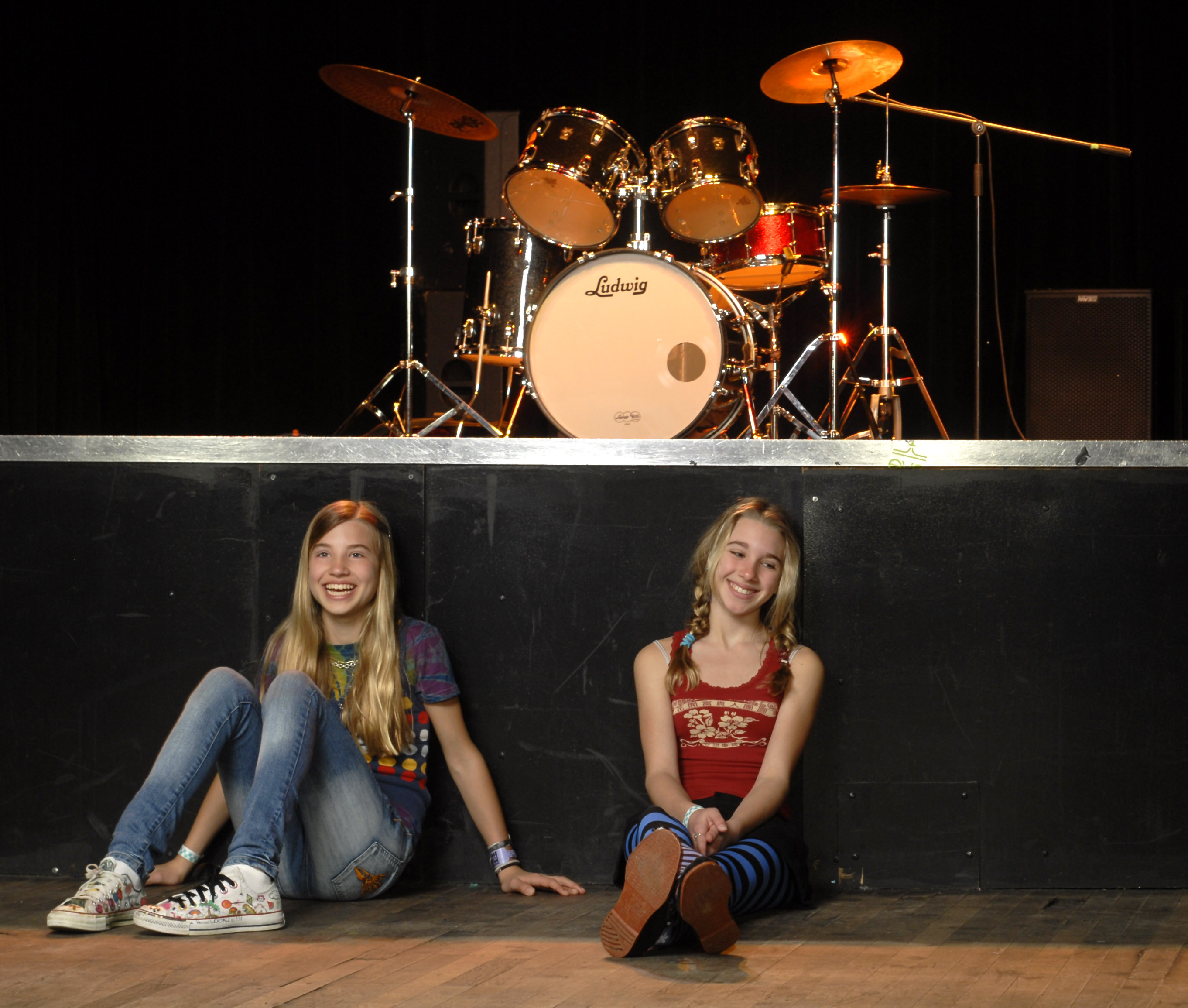
Una foto publicitaria temprana de Smoosh en 2006.

El mismo año Smoosh lanzó Tomato Mistakes, un sencillo de dos pistas que enviaron sin cargo a a la compañía discográfica que la quisiera reproducir. Recién pasado cuatro años más tarde, en septiembre de 2004 el sencillo She Like Electric de Smoosh fue lanzado por la disquera Pattern 25 Records. Para cuando Smoosh lanzó su segundo LP, el 6 de junio de 2006, titulado Free to Stay, firmaron con el sello independiente de Barsuk Records, con sede en su ciudad natal Seattle. Su tercera canción y título, Free to Stay, fue una de las primeras canciones presentadas en formal profesional de Tomato Mistakes.
El 5 de agosto de 2007, Smoosh actuó en Lollapalooza 2007 en el Grant Park de Chicago. Su set incluía una versión de "This Modern Love" de Bloc Party, con quien más tarde harían una gira ese mismo año en septiembre. A principios de ese año, también realizaron una gira de primavera en la costa este con The Postmarks. La banda tocó "Pajama Party Time" en el quinto episodio de la serie infantil Yo Gabba Gabba! transmitido originalmente el 27 de agosto de 2007.

### Crítica y su tercer álbum

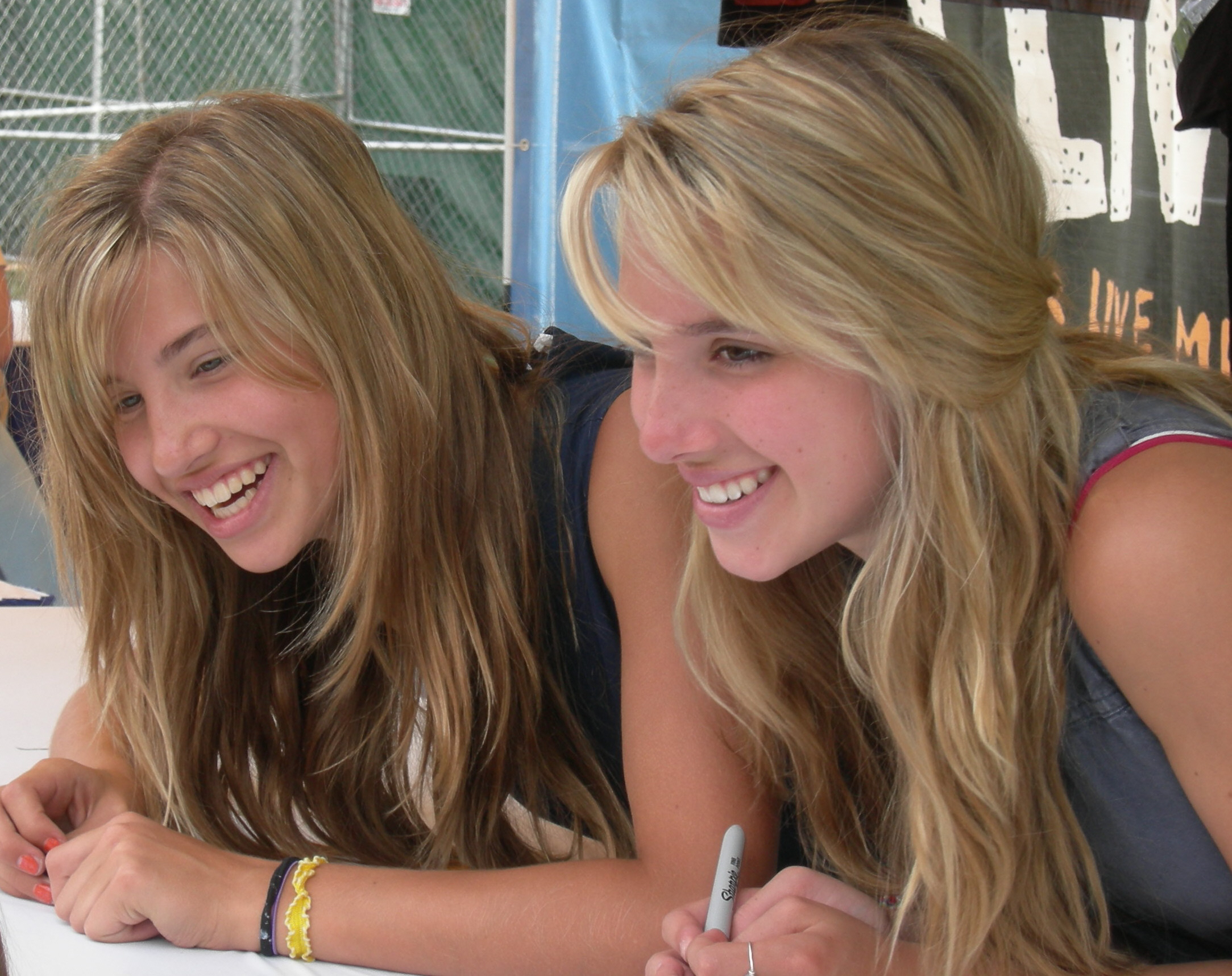
Las integrantes del dúo durante una firma de autógrafos en 2007.

Los críticos han comparado su sonido con el de Tori Amos y PJ Harvey, y han quedado impresionados con los jóvenes escritores y artistas. Smoosh compuso para muchas de las principales bandas del noroeste del Pacífico, incluidas Pearl Jam, Death Cab for Cutie, Sleater-Kinney, Mates of State, Jimmy Eat World, Cat Power, entre otros; también colaboró con el gobierno federal de Estados Unidos para realizar campañas publicitarias colaboró con la banda indie de Seattle Head Like a Kite para crear las canciones "Noisy at the Circus" (que se puede encontrar en el primer álbum de Head Like a Kite Random Portraits of the Home Movie ), "Daydream Vacation" (que se puede encontrar en su segundo álbum, There Is Loud Laughter Everywhere ), y "Let's Start It All Again" (que se puede encontrar en su álbum Dreams Suspend Night , y también disponible a través del sitio web KEXP Song of the Day). Las chicas también han estado presentando una versión de "Flyswatter" de The Eels, en la que Maia interpreta a glockenspiel. Asy también presta su voz a la banda sonora de la película musical God Help the Girl creada por Stuart Murdoch de Belle and Sebastian, donde canta en las canciones "I Just Want Your Jeans" y "A Down and Dusky Blonde"; ella también proporcionó la voz en la canción "I Fell for the Fall" de la banda sueca Karma Tree. A principios de 2008, realizaron una gira con el Tokyo Police Club y The Dresden Dolls. En junio de 2010, Smoosh lanzó su tercer álbum, Withershins (previamente titulado «The World's Not Bad»).

### Cambio de nombre

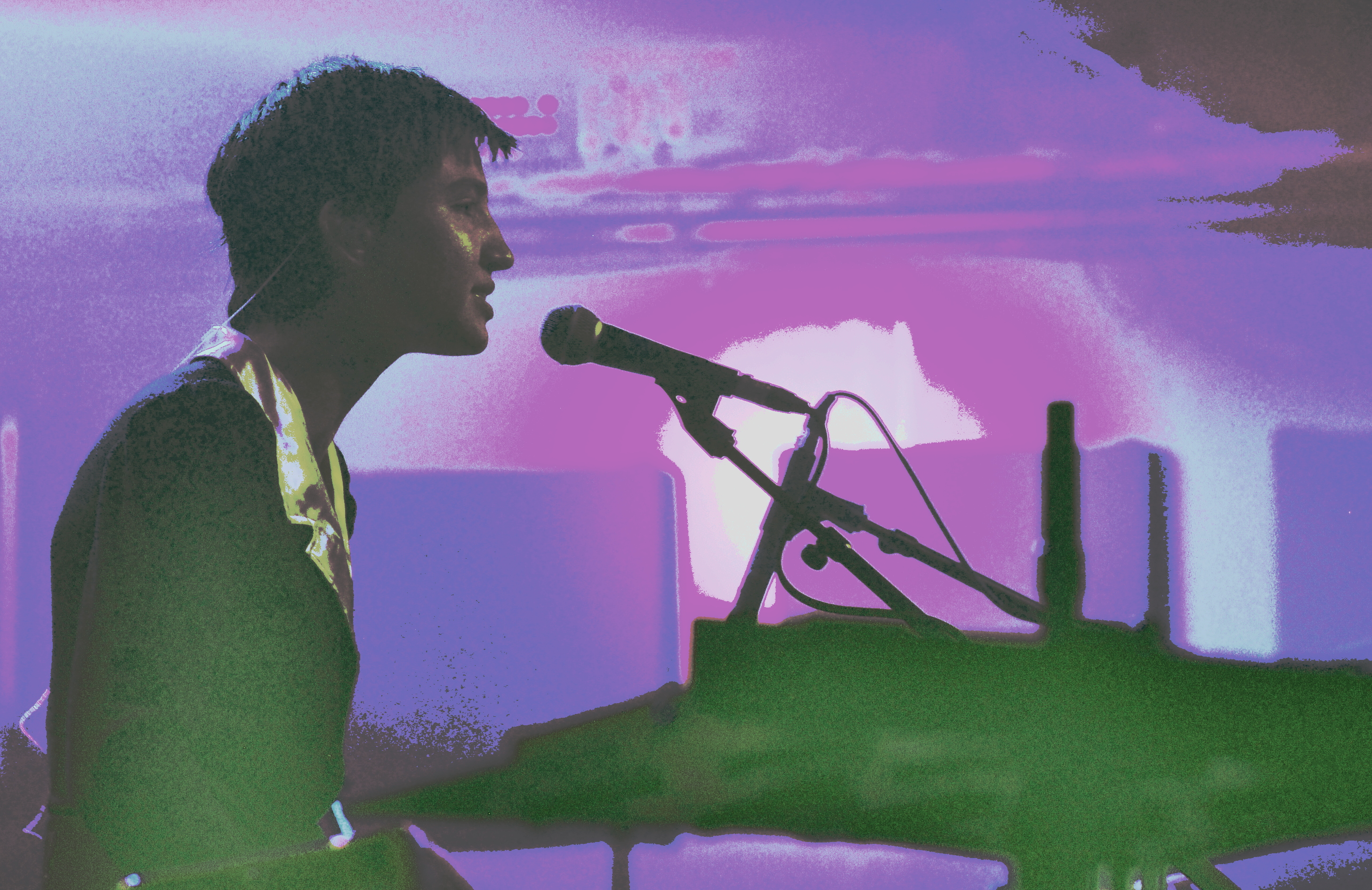
Chloe Saavedra en 2017.

En 2012 los Saavedras cambiaron el nombre de la banda a Chaos Chaos, abandonando el nombre "Smoosh" porque el término se había asociado a una criatura ficticia del mismo nombre que parodiaba a la actriz chilena-estadounidense Snooki que había aparecido en la serie de comedia South Park. Según las hermanas escogieron el nombre «Chaos Chaos» en honor a la ameba Chaos, de la cual comparan su condición biológica de siempre cambiar de forma con el estilo de sus músicas, catalogada como "siempre cambiante" por ellas mismas:

"Llamamos a la banda Chaos Chaos gracias a una gran ameba [refiriéndose a Chaos] simple pero siempre cambiante. (...) Eso nos hizo pensar en nosotras con la música, cómo siempre estamos cambiando, siempre evolucionando. Como Smoosh, pasamos de un sonido groot griot grrl a un sonido más crecido, muy minimalista. Ahora, estamos completos en plena cara del pop".
Extracto de Chaos Chaos de la revista Big Hassle.

### Estreno deCommitted to the Crimey posterior éxito musical a nivel mundial

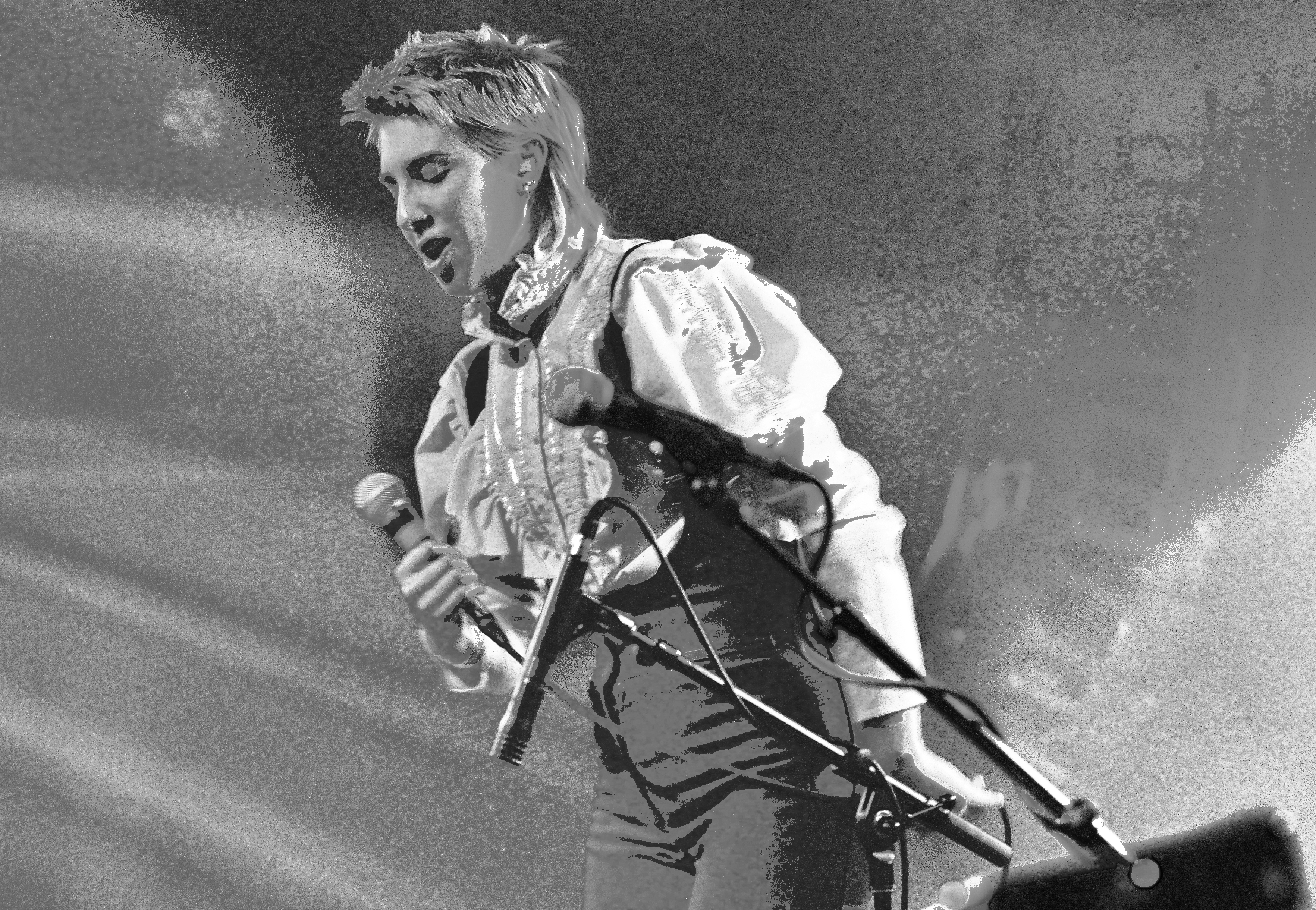
Asya Saavedra en 2017.

El 7 de octubre de 2014, Chaos Chaos lanzó el álbum «Committed to the Crime», que contiene las pistas Love, Breaker, Do you feel it?, West Side, Monsters y Better.

#### Colaboración musical para la serie Rick y Morty
En el tercer episodio de la segunda temporada de la serie animada para adultos Rick y Morty, durante la escena final del capítulo tres de la temporada dos Asimilación auto-erótica aparece Do You Feel It? como la música final de fondo; la serie tiene fama mundial y por tal el sencillo alcanzó a ser escuchado en todo el mundo. 
En 2017, el dúo lanzó el sencillo Terryfold, que presenta voces principales del cocreador y actor de voz de algunos personajes de la serie en idioma inglés. La canción se convirtió en el primer single de la banda cuando debutó en el puesto 33 en la lista de Rock Songs en septiembre del mismo año.

## Discografía

### Como Smoosh
- Tomato Mistakes (2000)
- Free to Stay EP (2000)
- She Like Electric (2004)
- Free to Stay (2006)
- Live and in Person! (2006) (en colaboración con Eels)
- Withershins (2010)

### Como Chaos Chaos
- S (2012)
- Committed to the Crime (2014)
- Terryfold (2017) (ocupó el puesto 33 de los álbumes más escuchado según Rock Songs)
- Chaos Chaos (2018)

## Miembros
A pesar de ser un dúo durante el año 2007 la tercera hermana Maia Saavedra integró la banda como bajista y vocalista de coro, ese mismo año anunciaría su salida por motivos no mencionados.

### Integrantes actuales
- Asya Saavedra - voz y órgano (2000-presente).
- Chloe Saavedra - voz, batería y percusión (2000-presente).

### Exintegrantes
- Maia Saavedra - voz, bajo y harpejji (2007).

|                        |
| Asya Saavedra en 2007. |

|                         |
| Chloe Saavedra en 2007. |

|                        |
| Maia Saavedra en 2007. |

### Grupos musicales relacionados al dúo
- Death Cab for Cutie
- Bloc Party
- Belle and Sebastian

### Series de televisión relacionadas al dúo
- Yo Gabba Gabba!
- Rick y Morty